# Quercus elliptica
Quercus elliptica, és una espècie de roure que pertany a la família de les fagàcies i està dins de la secció dels roures blancs, del gènere Quercus.

## Descripció
És un arbre perennifoli que assoleix una alçada d'entre 2 a 20 m. El tronc fa entre 5 a 60 cm de diàmetre. L'escorça és de color cafè fosc a gairebé negra i aspra. Les fulles fan entre 5 a 15 cm de llarg per 2 a 6,7 cm d'ample. Les fulles són bovades, el·líptica-acuminades o el·líptica-lanceolades. Són de color verd, llises i brillants per sobre i de color verd clar gairebé glabres per sota. Les glans són solitàries o per parelles, ovoides de 16 a 22 mm de llarg per 11 a 15 mm de diàmetre. Maduren al cap de 2 anys.

## Distribució
Creix en barrancs, en boscos de pinedes i alzinedes entre els 700-2300 m; i sobre sòls pedregosos i poc profunds. Viu des de Mèxic, a l'Estat de Chiapas, Estat de Guerrero, Estat de Jalisco, Estat de Mèxic, Estat de Nayarit, Estat d'Oaxaca, Estat de Sinaloa i Estat de Veracruz; fins a Centreamèrica

## Taxonomia
Quercus elliptica va ser descrita per Luis Née i publicat a Anales de Ciencias Naturales 3(9): 278. 1801.
Etimologia
Quercus: nom genèric del llatí que designava igualment al roure i a l'alzina.
elliptica: epítet llatí que significa "el·líptica".
Sinonimia
- Quercus atrescentirhachis Trel.
- Quercus botryocarpa Trel.
- Quercus chiquihuitillonis Trel.
- Quercus coccinata Trel.
- Quercus comayaguana Trel.
- Quercus exaristata Trel.
- Quercus guayabalana Trel.
- Quercus hondurensis Trel.
- Quercus lanceolata M.Martens & Galeotti ex-A.DC.
- Quercus langlassei Trel.
- Quercus linguifolia Liebm.
- Quercus nectandrifolia Liebm.
- Quercus oajacana Liebm.
- Quercus peradifolia E.F.Warb.
- Quercus porriginosa Trel.
- Quercus pubinervis M.Martens & Galeotti
- Quercus salicifolia var. oajacana (Liebm.) Wenz.
- Quercus yoroensis Trel.
- Quercus yoroensis var. aguanana Trel.[3][4]